# Do You Know the Way?
Do You Know the Way? è un album di Bobby Timmons, pubblicato dalla Milestone Records nel 1968. Il disco fu registrato nel novembre dello stesso anno a New York.

## Tracce
Lato A
1. The Spanish Count – 5:52 (Bobby Timmons)
2. I Won't Be Back – 5:35 (Joe Beck)
3. Last Night When We Were Young – 4:24 (Harold Arlen, E.Y. "Yip" Harburg)
4. Do You Know the Way to San José ? – 4:06 (Burt Bacharach, Hal David)

Lato B
1. Come Together – 7:32 (Bobby Timmons)
2. Something to Live For – 4:59 (Duke Ellington, Billy Strayhorn)
3. Soul Time – 4:23 (Bobby Timmons)
4. This Guy in Love with You – 3:36 (Burt Bacharach, Hal David)

## Musicisti
- Bobby Timmons  - pianoforte
- Joe Beck  - chitarra
- Bob Cranshaw  - basso elettrico
- Jack DeJohnette  - batteria